# Isabelle Ertmann
Isabelle Ertmann (* 1954; † 13. Mai 2015 in Berlin) war eine deutsche Schauspielerin und Theaterpädagogin.

## Leben und Karriere
Nach ihrer privaten Schauspielausbildung bei Marlise Ludwig und Erika Dannhoff war Ertmann jahrelang festes Ensemblemitglied am Theater Baden-Baden, wo sie in Stücken wie Mutter Courage und ihre Kinder, der Dreigroschenoper oder Der gute Mensch von Sezuan mitwirkte.
Seither ist sie regelmäßig auf diversen Bühnen Deutschlands anzutreffen, unter anderem am Theater Erfurt oder am Hansa-Theater Berlin.
Nach einem Auftritt in der Tatort-Folge Blasslila Briefe war sie an weiteren Film- und Fernsehproduktionen beteiligt, etwa an den Fernsehserien Kanzlei Bürger, Dr. Sommerfeld – Neues vom Bülowbogen, Unser Charly oder Großstadtrevier. In dem nach Georg Lentz verfilmten Mehrteiler Molle mit Korn war sie in der Rolle der Wanda zu sehen. Sie spielte auch in Filmen wie Mutter mit 16 oder Mondkalb mit.

## Theaterstücke
- Mutter Courage und ihre Kinder (Theater Baden-Baden)
- Die Feuerzangenbowle (Komödie am Altstadtmarkt, Braunschweig)
- Der gestiefelte Kater (Theater Bonn-Bad Godesberg)
- Die Dreigroschenoper (Theater Baden-Baden)
- Orpheus in der Unterwelt (Theater Baden-Baden)
- Wilhelm Tell (Freilichtbühne Zitadelle Spandau)
- Wie es euch gefällt (Stadttheater Aachen)
- Peer Gynt (Theater Baden-Baden)

## Filmografie
- 1982: Tatort – Blasslila Briefe (Regie: Stanislav Barabáš)
- 1989: Molle mit Korn (Mehrteiler, Regie: Uwe Frießner)
- 1992: Mutter mit 16 (Regie: Horst Kummeth)
- 1995: Kanzlei Bürger (Fernsehserie, Regie: Heiner Carow)
- 1996: Frech wie Rudi (Fernsehserie, Regie: Karl-Heinz Käfer)
- 1998: Letzte Chance für Harry (Fernsehfilm, Regie: Karsten Wichniarz)
- 2001: Das Paradies ist eine Falle (Regie: Manfred Stelzer)
- 1997: Falsche Liebe (Regie: Sibylle Tafel)
- 2002: Dr. Sommerfeld – Neues vom Bülowbogen – Bis hierher und nicht weiter (Regie: Karsten Wichniarz)
- 2003: Der letzte Lude (Regie: Stephen Manuel)
- 2006: Schwarze Schafe (Regie: Oliver Rihs)
- 2007: Was nicht passt, wird passend gemacht (Fernsehserie, Regie: Peter Thorwarth)
- 2007: Mondkalb (Regie: Sylke Enders)
- 2009: Claudia – Das Mädchen von Kasse 1 (Regie: Peter Stauch)